# Witalij Szczerbakow
Witalij Mychajłowycz Szczerbakow, ukr. Віталій Михайлович Щербаков, ros. Виталий Михайлович Щербаков, Witalij Michajłowicz Szczierbakow (ur. 28 stycznia 1935, zm. 23 maja 2001) – ukraiński piłkarz pochodzenia rosyjskiego, grający na pozycji obrońcy.

## Kariera piłkarska
W 1954 rozpoczął karierę piłkarską w zespole Torpeda Rostów nad Donem, skąd w następnym roku poszedł "odbywać służbę wojskową" do klubu OBO Lwów, który później zmienił nazwę na SKWO Lwów. Po trzech sezonach "awansował" do głównej wojskowej drużyny CSKA Moskwa, która wcześniej nazywała się CSK MO Moskwa. W 1961 przeszedł do Dynama Kijów. Kończył karierę piłkarską w Dniprze Dniepropetrowsk.

## Sukcesy i odznaczenia
- mistrz ZSRR: 1961
- tytuł Mistrza Sportu ZSRR: 1959